# Raionul Nova Odesa, Mîkolaiiv
Nova Odesa (în ucraineană Новоодеський район, transliterat: Novoodeskîi raion) este un raion în regiunea Mîkolaiiv, Ucraina. Reședința sa este orașul Nova Odesa.

## Demografie
Componența lingvistică a raionului Nova Odesa
     Ucraineană (92,42%)
     Rusă (5,93%)
     Alte limbi (1,04%)
Conform recensământului din 2001, majoritatea populației raionului Nova Odesa era vorbitoare de ucraineană (92,42%), existând în minoritate și vorbitori de rusă (5,93%).